# Renged (Binuang)
Renged is een bestuurslaag in het regentschap Serang van de provincie Banten, Indonesië. Renged telt 2807 inwoners (volkstelling 2010).